# Бюре, Изабель
Изабель Бюре (фр. Isabelle Buret) — французский инженер, специалист в области телекоммуникаций и астронавтики.

## Биография
В 1990 году Изабель Бюре окончила Высшую школу телекоммуникаций Télécom ParisTech в Париже, а затем провела 2 года в Японии в качестве приглашённого учёного в японской лаборатории спутниковых телекоммуникаций Nippon Telegraph and Telephone. По возвращении в 1993 году она присоединилась к Alcatel Espace, где она отвечает за программу инженерных систем для проекта Глобалстар. В 1996 году она работает, как инженер-конструктор цифровых бортовых систем. В 1999 году она присоединилась к Thales Alenia Space, где она отвечает за исследования по телекоммуникационным и навигационным системам. В 2010 году она несет ответственность за исследования и разработки телекоммуникаций и стала менеджером по политики продукта. В 2013 году ее назначили ответственной за проектирование Iridium Next.
Заинтересованная в разработке совместных государственно-частных исследований, она представляет Thales Alenia Space в совете директоров общественной лаборатории TéSA (Лаборатория космической и авиационной электросвязи), в которой она является казначеем. Автор 40 публикаций и 5 патентов, Изабель Бюре играла важную роль в феминизации команды, в которой на нее была возложена ответственность.

## Награды
- 2012: Приз Ирен-Жолио-Кюри в категории путь бизнес-женщины[4][5]
- 2013: Кавалер Ордена почётного легиона[6]
- 2013: Женская награда в категории Промышленность от журнала Трибуна[7][8]